# Christoph Wolfgang Druckenmüller
Christoph Wolfgang Druckenmüller (* 28. oder 29. Dezember 1687 in Borstel; † 10. oder 11. Januar 1741 in Verden an der Aller) war ein deutscher Organist und Komponist aus einer ursprünglich aus Schwaben stammenden Musikerfamilie, die über mehrere Generationen in Norddeutschland gewirkt hat.

## Biografie

### Herkunft
Christoph Wolfgang Druckenmüller war Mitglied einer größeren Musikerfamilie, die hauptsächlich Organisten und Komponisten stellte. Der Urgroßvater Johann Druckenmüller (1588–1635) war am Hof des Grafen von Hohenlohe in Waldenburg und Neuenstein als Hofmusicus und Zinkenist beschäftigt und übte zudem eine Tätigkeit in Schwäbisch Hall aus. 
Alle vier Söhne Johann Druckenmüllers waren ebenfalls Musiker. Der dritte Sohn war der Organist und Komponist Georg Wolfgang Druckenmüller (1628–1675); er war der Großvater von Christoph Wolfgang. Er erhielt seine Ausbildung in Hamburg bei Heinrich Scheidemann, bevor er Organist an der Michaelskirche in Schwäbisch Hall wurde. Von ihm sind Kompositionen erhalten (3 geistliche Lieder, 2 Trauermusiken und 7 Suiten für Streicher). Wiederum dessen älterer Sohn Johann Jacob Druckenmüller (1657–1715) war Organist in Ratzeburg und in Norden in Ostfriesland an der Orgel von Arp Schnitger und der Vater von Christoph Wolfgang. Johann Jacob hatte einen jüngeren Bruder, Johann Dietrich (1663–1696), dessen Position er 1741 nach dessen frühem Tod übernahm. Ein Halbbruder namens Johann Lorenz (1691–1739) war ebenfalls ein bekannter Organist und ein starcker Componist.

### Werdegang
Christoph Wolfgang Druckenmüller wurde in Borstel geboren. Seine musikalische Ausbildung erhielt er bei seinem Vater in Ratzeburg. 1709 wurde er als Organist in Jork berufen, wo sich auch der Sitz des Superintendenten für das Alte Land befand. Hier stand ihm eine durch Nicolaus Stöver erweiterte Arp-Schnitger-Orgel zur Verfügung. Da diese größere künstlerische Entfaltungsmöglichkeiten bot als jene in Ratzeburg, wird davon ausgegangen, dass er sich deshalb nicht um die Nachfolge seines Vaters nach dessen Tod im Jahre 1715 bewarb. 
Dieser Zeit in Jork werden die von ihm komponierten Orgelkonzerte zugeordnet. 23 Jahre später wurde er als Domorganist an den Dom zu Verden berufen, welcher eine Gründung des römisch-katholischen Bistums Verden war, aber später evangelisch wurde. Es wird davon ausgegangen, dass es sich hierbei um eine Versetzung handelte, da es in Jork Konflikte gegeben haben soll und seine Arbeit behördlicherseits kritisiert wurde. Er wirkte in Verden ganze 10 Jahre und wurde dort am 12. Januar 1741 begraben.

## Werke
Von Christoph Wolfgang Druckenmüller sind vier Konzerte in G, F, D und A für Orgel solo erhalten. Weiterhin existiert ein Präludium mit Ciaconne in D. Sie sind im Husumer Orgelbuch von 1758 enthalten, welches vom Carus-Verlag 2001 neu aufgelegt wurde. (Eine weitere Auflage von Strube und Amelin wird erwähnt.) Die Werke orientieren sich am italienischen Stil, wobei die Folge „schnell – langsam – schnell“ gewählt wurde und dabei der langsame Mittelsatz auffallend kurz gehalten ist.

## Trivia
Wegen seiner langen Orgelvorspiele soll er sich bei Pastoren nicht besonders beliebt gemacht haben. Seine Wertschätzung erhielt er durch seine Berufung als Domorganist in Verden.